# John Carradine
John Carradine (New York, 1906. február 5. – Milánó, 1988. november 27.) amerikai színész.

## Életpályája
A philadelphiai Graphic Art School-ban képzőművészeti tanulmányokat folytatott. Portréfestőként dolgozott, majd Cecil B. DeMille díszlettervezőnek szerződtette Hollywoodba. 1925-től szerepelt színpadon. 1927-ben Los Angelesbe utazott, ahol a helyi színházban dolgozott. 1935-től szerepelt filmekben. 1936-ban tagja lett John Ford részvénytársaságának. 1960-ban csillagot kapott a Hollywood Walk of Fame-en.

## Munkássága
Változatos pályafutása során különböző társulatokkal bejárta az USA-t és különösen Shakespeare-figurák (Shylock, Othello, Jago, Hamlet, Brutus) megszemélyesítésével vált ismertté. Kiváló drámai erő volt. Az 1940-es Érik a gyümölcs című filmben Henry Fonda partnere volt. 1962-ben az Aki megölte Liberty Valance-t című filmben John Wayne társa volt. Az 1970-es években fiával, David Carradine-nel több közös filmjük volt: A fekete farmer (1970), A lázadók ökle (1972), Kung Fu (1972-1975).

## Családja
Szülei: William Reed Carradine és Dr. Genevieve Winnifred Richmond voltak. 1935–1944 között Ardanelle McCool volt a felesége. Egy gyermekük született: David Carradine (1936–2009) amerikai színész. 1944–1957 között Sonia Sorel (1921–2004) amerikai színésznő volt a párja. Három gyermekük született: Chris Carradine (1947-), Keith Carradine (1949-) amerikai színész és Robert Carradine (1954-) amerikai színész. 1957–1964 között Doris Rich (1919–1971) amerikai színésznővel élt házasságban. 1975–1988 között Emily Cisneros-sel élt együtt. Martha Plimpton (1970), Ever Carradine (1974) amerikai színésznők és Kansas Carradine (1978) amerikai színész nagyapja volt.

## Halála
Carradine nyugdíjasként fájdalmas és bénító artritiszban szenvedett. 1988. november 27-én halt meg szervi elégtelenségben a Fatebenefratelli Kórházban. 82 éves volt.

## Filmjei
- A kereszt jele (1932)
- Ébredj velünk! (1933)
- A láthatatlan ember (1933)
- A fekete macska (1934)
- Kleopátra (1934)
- A gályarab (1935)
- Frankenstein menyasszonya (1935)
- A keresztesek (1935)
- Két zászló alatt (Under Two Flags) (1936)
- Ramona (1936)
- Allah kertje (1936)
- A bátrak kapitánya (1937)
- Hurrikán (1937)
- A modern Ali baba (Ali Baba Goes to Town) (1937)
- Köszönöm, Mr. Moto (Thank You, Mr. Moto) (1937)
- Az utolsó gengszter (The Last Gangster) (1937)
- Ez az én ügyem (This Is My Affair) (1937)
- Alexander's Ragtime Band (1938)
- A lázadó hős (1938)
- Kivándorlók (1938)
- Flotta a víz alatt (1938)
- Emberi szívekből (Of Human Hearts) (1938)
- Négy ember és egy ima (Four Men and a Prayer) (1938)
- Jesse James, a nép bálványa (1939)
- Mr. Moto utolsó figyelmeztetése (1939)
- Hatosfogat (1939)
- A három testőr (1939)
- A baskervillei kutya (1939)
- Az igazság kapitánya (1939)
- A préri kapitánya (1939)
- Dobok a Mohawk mentén (1939)
- Érik a gyümölcs (1940)
- Frank James visszatér (1940)
- Brigham Young (1940)
- Embervadászat (1941)
- Western Union (1941)
- Összejövetel Franciaországban (1942)
- Megszöktem a Gestapótól (I Escaped from the Gestapo) (1943)
- A Zombik bosszúja (Revenge of the Zombies) (1943)
- Hitler őrültje (Hitler's Madman) (1943)
- Frankenstein háza (1944)
- Mark Twain kalandjai (The Adventures of Mark Twain) (1944)
- Alaska (1944)
- Rakpart (Waterfront) (1944)
- A múlt angyala (1945)
- Kidd Kapitány (1945)
- Drakula háza (1945)
- Bel Ami magánügye (The Private Affairs of Bel Ami) (1947)
- The Chevrolet Tele-Theatre (1948-1949)
- C-Man (1949)
- The Web (1950-1951)
- Lights Out (1950-1952)
- Casanova nagy éjszakája (Casanova's Big Night) (1954)
- Johnny Guitar (1954)
- A kentucki vadász (1955)
- Climax! (1955-1956)
- Gunsmoke (1955-1959)
- Udvari bolond (1956)
- Tízparancsolat (1956)
- 80 nap alatt a Föld körül (1956)
- Asszonydzsungel (Female Jungle) (1956)
- Matinee Theatre (1956-1957)
- The Red Skelton Show (1956-1962)
- Jesse James igaz története (The True Story of Jesse James) (1957)
- Az utolsó hurrá (1958)
- A büszke lázadó (The Proud Rebel) (1958)
- Wagon Train (1958-1960)
- The Rebel (1959-1960)
- Huckleberry Finn kalandjai (1960)
- Maverick (1961)
- Bonanza (1961-1969)
- Aki megölte Liberty Valance-t (1962)
- Cheyenne ősz (1964)
- The Munsters (1965-1966)
- Branded (1965-1966)
- Szörny, menj haza! (Munster, Go Home!) (1966)
- Gond van a lányokkal (1969)
- Jó fiúk, rossz fiúk (1969)
- A fekete farmer (1970)
- Boxcar Bertha – A lázadók ökle (1972)
- Richard (1972)
- Amit tudni akarsz a szexről… (1972)
- Kung Fu (1972-1975)
- Az ifjú Frankenstein (1974)
- A mesterlövész (1976)
- Az utolsó filmcézár (1976)
- Az őrszem (1977)
- A fehér bölény (1977)
- Az üvöltés (1981)
- A NIMH titka (1982)
- Hosszú árnyak (1983)
- Jégkalózok (1984)
- Alkonyzóna (1986)
- Előre a múltba (1986)
- Bosszú a sírból (1990)